# Обзина, Яромир
Яромир Обзина (чеш. Jaromir Obzina; 28 мая 1929, Бродек-у-Пршерова, Чехословакия — январь 2003, Прага, Чехия) — чехословацкий политический, государственный и общественный деятель периода нормализации. Член ЦК КПЧ (с 28 ноября 1973), депутат Народной палаты Федерального собрания ЧССР (с 1971), министр внутренних дел Чехословацкой Социалистической Республики (1973—1983), заместитель премьер-министра Чехословацкой Социалистической Республики (1983−1989).

## Биография

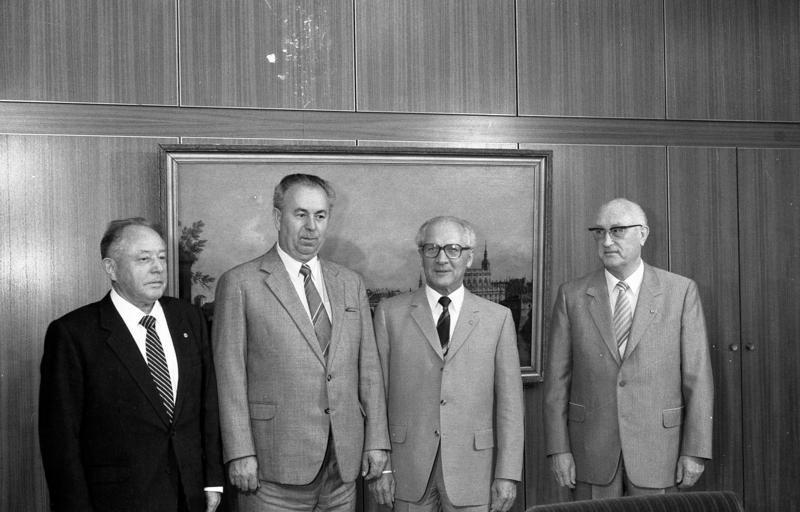
Яромир Обзина (2-й слева) с Эрихом Мильке (1-й слева), Эрихом Хонеккером и Фридрихом Диккелем. 1983 г. Восточный Берлин

Родился в семье железнодорожного служащего.
После окончания реальной гимназии поступил в Центральную политическую школу при ЦК КПЧ. Член КПЧ с 1947 года.
С того же года — на партийной работе. С 1948 по 1951 год работал партийным деятелем на районном и региональном уровнях. Был секретарём Хрудимского окружного комитета Компартии Чехословакии. В 1951 г. был переведен на работу в Главное политическое управление Чехословацкой народной армии. С 1953 г. обучался в Высшей партийной школе при ЦК КПСС в Москве, в 1956—1964 годах работал заместителем начальника Военно-технической академии им. А. Запотоцкого по политической части — начальник политотдела. Затем ведущий секретарь Комитета КПЧ академии.
На конец 1960-х годов пришёлся пик его карьеры. В 1965 г. перешёл на работу в ЦК КПЧ: был заведующим отделом науки и вузов отделения образования, науки и культуры ЦК КПЧ. Во время событий «Пражской весны» 1968 года, как сторонник советского курса был отстранён от работы в ЦК и назначен заместителем начальника Института управления Чехословацкой народной армии, однако в 1969 г., после подавления реформ, был восстановлен в прежней должности, одновременно был назначен заместителем заведующего, а в 1972 г. — заведующим отделением образования, науки и культуры ЦК КПЧ.
С 30 марта 1973 по 20 июня 1983 года занимал пост Федерального министра внутренних дел ЧССР.
Был принят в члены ЦК Коммунистической партии Чехословакии 28 ноября 1973 г. Был одним из самых влиятельных членов правящего режима, и в качестве министра руководил репрессиями против политической оппозиции и церквей. Он тоже претендовал на пост премьер-министра. После ухода с поста министра внутренних дел (заменён Вратиславом Вайнаром) работал в последнем кабинете с июня 1983 года в качестве заместителя председателя Правительства ЧССР Любомира Штроугала и председателя Государственной комиссии по научно-техническому и инвестиционному развитию. С ноября 1989 г., после Бархатной революции, ушёл в отставку.
После падения социалистического строя в ЧССР продолжал заниматься коммунистической деятельностью, в 1993 г. участвовал в создании движения «За социализм» в составе Компартии Чехии и Моравии.
Против Обзины были выдвинуты обвинения в связи с его работой в МВД ЧССР, однако в связи со смертью дело было прекращено в ноябре 2009 г.

## Награды
- Ордена Труда (1979).